# Aartsbisdom La Paz

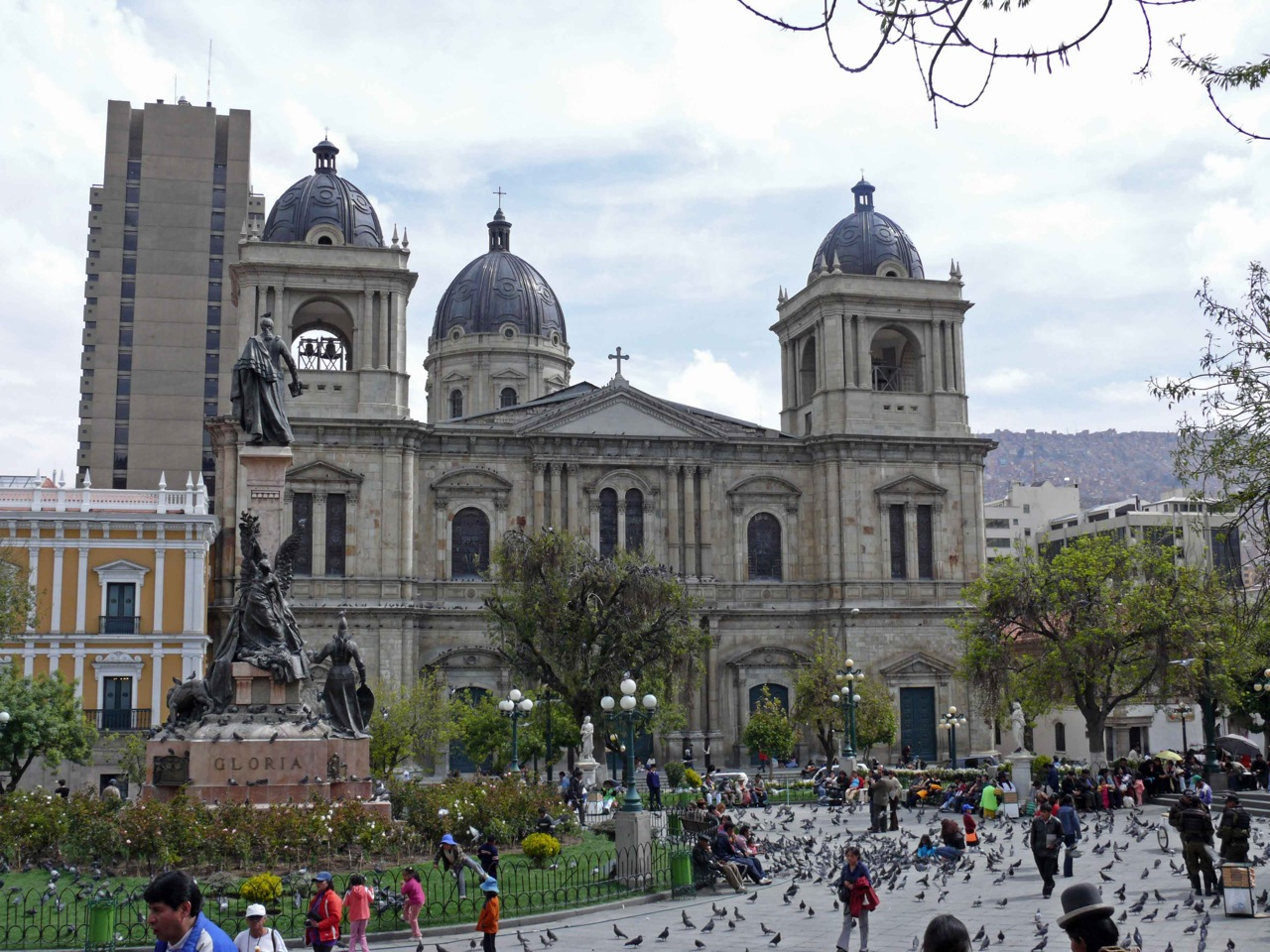
Kathedrale basiliek Nuestra Señora de La Paz

Het aartsbisdom La Paz (Latijn: Archidioecesis Pacensis in Bolivia, Spaans: Arquidiócesis de La Paz) is een in Bolivia gelegen rooms-katholiek aartsbisdom met zetel in de stad La Paz. De aartsbisschop van La Paz is metropoliet van de kerkprovincie La Paz waartoe ook de volgende suffragane bisdommen behoren:
- Coroico
- El Alto
- Corocoro (territoriale prelatuur)

## Geschiedenis
Het bisdom La Paz werd op 4 juli 1605 opgericht uit gebiedsdelen van het bisdom La Plata o Charcas. Het werd suffragaan aan het aartsbisdom Sucre. Op 18 juni 1943 werd La Paz door paus Pius XII met de apostolische constitutie Ad Spirituale Bonum tot aartsbisdom verheven. Later werd diverse malen gebied aan het aartsbisdom onttrokken ten behoeve van de oprichting van nieuwe bisdommen.

## Bisschoppen
- 1608-1616: Domingo Valderrama y Centeno OP
- 1617-1631: Pedro de Valencia
- 1633-1639: Feliciano de la Vega Padilla (vervolgens aartsbisschop van Mexico-Stad)
- 1639-1645: Alonso de Franco y Luna
- 1645-1647: Francisco de la Serna OSA
- 1680-1694: Juan Queipo de Llano y Valdés (vervolgens aartsbisschop van La Plata o Charcas)
- 1694-1697: Bernardo de Carrasco y Saavedra OP
- 1702-?: Nicolás Urbano de la Mota y Haro
- 1708-1714: Diego Morcillo Rubio de Suñón de Robledo OSST (vervolgens aartsbisschop van La Plata o Charcas)
- 1723-1730: Alejo Fernando de Rojas y Acevedo
- 1731-1742: Agustín Rodríguez Delgado (vervolgens aartsbisschop van La Plata o Charcas)
- 1742-1746: Salvador Bermúdez y Becerra (vervolgens aartsbisschop van La Plata o Charcas)
- 1746: José de Peralta Barrionuevo y Rocha Benavídez OP
- 1725-1762: Diego Antonio de Parada (vervolgens aartsbisschop van Lima)
- 1764-1787: Gregorio Francisco de Campos
- 1797-1816: Remigio de La Santa y Ortega
- 1818-1827: Antonio Sánchez Matas OFM
- 1873-?: Francesco Leone de Aguirre
- 1868-1874: Calisto Clavio
- 1874-?: Giovanni di Dio Bosque
- 1901-1909: Nicolás Armentia Ugarte OFM
- 1911-1913: Emanuele Giuseppe Pena
- 1916-1919: Dionisio Avila
- 1920-1921: Celestino Loza
- 1924-1934: Augusto Sieffert CSsR
- 1938-1943: Abel Isidoro Antezana y Rojas CMF

### Aartsbisschoppen
- 1943-1967: Abel Isidoro Antezana y Rojas CMF
- 1967-1987: Jorge Manrique Hurtado
- 1987-1996: Luis Sáinz Hinojosa OFM
- 1996-heden: Edmundo Luis Flavio Abastoflor Montero